# Offensive de la Baltique

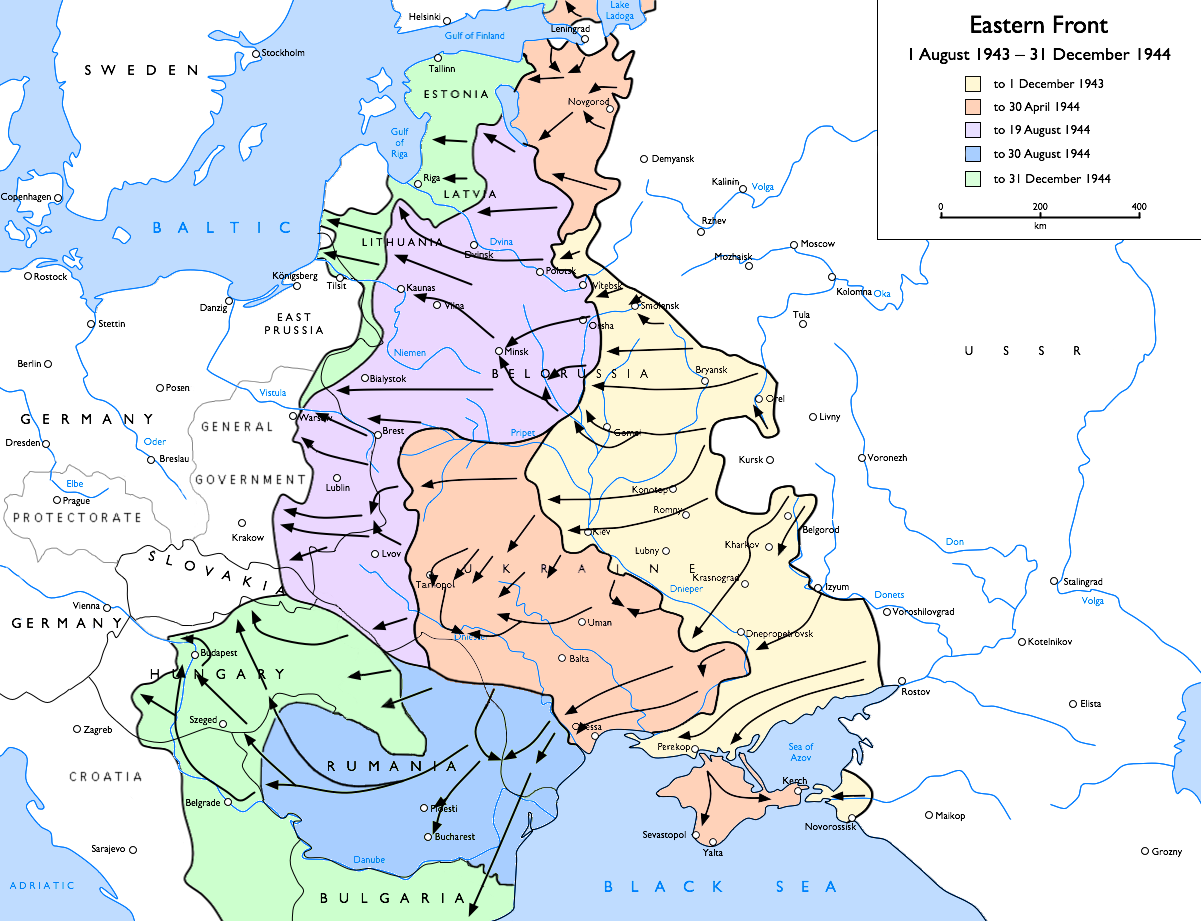
Avancée soviétique sur le Front de l'Est du 1 septembre 1943 guerre mondiale au 31 décembre 1944 guerre mondiale

L'offensive de la Baltique constitue une série d'offensives soviétiques visant à atteindre le rivage de la mer Baltique durant l'été et l'automne 1944. Ces offensives visent également à libérer les pays baltes de la présence allemande entre les mois de juillet et de novembre 1944. Au terme de ces offensives, parfois ponctués d'échecs tactiques soviétiques, les pays baltes, à l'exception de la Courlande sont occupés par les Soviétiques.

## Contexte

### Les pays baltes et le Reich en 1944
Dès le 28 juin 1944, alors que la Wehrmacht essuie ses premières défaites en Biélorussie, les provinces baltes, alors sous contrôle allemand, sont directement menacées. Les responsables de l'OKH analysent les conséquences du succès soviétique dont l'ampleur n'est pas encore connue, ils se prononcent en faveur du retrait allemand d'Estonie et du Nord de la Lettonie, afin de permettre au Reich de disposer d'une armée de réserve opérationnelle, en prévision de batailles à venir.
Cependant, face aux arguments mis en avant par Zeitzler, alors responsable des opérations sur le front de l'Est, Hitler oppose des arguments politiques, le retrait de la Finlande du conflit, économiques, la fin des livraisons d'huile de schiste estonien et de fer suédois, alors essentiels pour l'effort de guerre allemand, et militaires, la fin du contrôle allemand sur la Mer Baltique, c'est-à-dire à la fois la possibilité pour la flotte de guerre soviétique de mener des opérations dans cet espace et la perte d'un important espace d'essais pour les nouveaux sous-marins promis par Dönitz.

### Premières incursions
À partir du 10 juillet 1944, la première grande offensive soviétique de conquête des pays baltes est déclenchée, dans le cadre de l'exploitation stratégique de la percée obtenue en Biélorussie.
Dès le 11 juillet, une percée est opérée en direction de la Baltique, après accord de Staline, mais, rapidement, alliées au manque de carburant et de munitions que rencontrent les unités soviétiques, les unités allemandes ralentissent efficacement les unités soviétiques pendant une semaine. Mais, le 20 juillet, renforcé, le premier front de la Baltique attaque, perce les lignes allemandes, et prend d'assaut Siauliai et ses magasins militaires, puis le 31 juillet, atteint la Baltique dans la région de Tukums, isolant le groupe d'armées Nord dans le Nord des pays baltes.
Rapidement les unités du groupes d'armées Nord sont menacées d'encerclement et doivent battre en retraite en direction du nord, en Estonie et Lettonie.

## Préparatifs

### Défense allemande
Au cours des échanges au sein de l'OKH en vue de préparer la défense allemande des pays baltes,, Zeitzler, comme le fera aussi son successeur par intérim Heusinger, propose l'organisation d'une ligne de défense sur la Dvina, donc l'abandon de l'Estonie et du Nord de la Lettonie; en contrepartie de cet abandon, le front allemand se trouverait raccourci de moitié, tandis que les effectifs considérables pourraient constituer une réserve stratégique.
Au cours de la première quinzaine de juillet, les responsables militaires allemands du Front de l'Est, Heusinger et Model, cette fois soutenus par Dönitz et Göring, demandent une dernière fois la mise en place d'une ligne de défense sur la Dvina, au grand courroux de Hitler. Contre l'avis de l'ensemble de ces conseillers, Hitler confie à Ferdinand Schörner le soin de défendre l'Estonie contre les offensives soviétiques.

### Préparatifs soviétiques
Durant les premiers jours de juillet 1944, les planificateurs soviétiques parient sur une évacuation rapide des pays baltes par les unités allemandes.

## Déroulement des opérations

### Conquête soviétique
Le 14 septembre 1944, une vaste offensive contre le groupe d'armées Nord est lancée, parvenant, au terme de 15 jours de combats acharnés, à atteindre la mer dans la région de Memel, isolant ainsi les unités allemandes positionnées au nord de la ville.
Le 9 octobre 1944, le groupe d'armées Nord est ainsi définitivement isolé du reste des unités allemandes.
La ville de Riga, capitale de l'Ostland, tombe quelques jours plus tard, au milieu du mois d'octobre, tandis que la Wehrmacht se montre impuissante à préserver les fragiles résultats obtenus lors de la contre-attaque du mois d’août précédent.
Parallèlement à cette percée dans le Nord, une offensive est lancée sur la ville de Memel le 5 octobre, l'encerclant le 10, la prenant dans les jours qui suivent.

## Issue

### constitution des poches sur le littoral
À l'issue de cette offensive, le Reich conserve certes le contrôle sur la Courlande, consolide même ses défenses aux abords de la poche, grâce au raccourcissement du front. Cependant, les unités, comprenant 32 divisions, appuyés par 510 panzers ou Sturmgeschütze et 200 avions, qui y sont positionnées se voient privées de tout rôle stratégique jusqu'à la fin du conflit. En effet, les 500 000 soldats qui y sont affectés retiennent certes des unités soviétiques, mais pas en nombre suffisant pour remettre en cause la menace soviétique sur la Vistule et dans les Balkans, ce qui n'échappe pas à Heinz Guderian, alors responsable du front de l'Est,.